# 九七式輸送機
キ34 九七式輸送機
挺進部隊で降下訓練機として使用される九七式輸送機（キ34）。垂直尾翼に描かれた「丸に十字」の図案は、落下傘を意匠とする挺進部隊の部隊マーク
- 用途：輸送機
- 設計者：明川清
- 製造者：中島飛行機・立川飛行機
- 運用者：日本（陸軍・海軍）
- 初飛行：1936年6月12日（原型機）
- 生産数：318機＋α
- 運用開始：1937年11月
- 退役：1945年9月
- 運用状況：退役済

九七式輸送機（きゅうななしきゆそうき）は、大日本帝国陸軍の輸送機。キ番号（試作名称）はキ34。略称は九七輸など。連合軍のコードネームはThora（ソーラ）。開発は中島飛行機、製造は中島及び立川飛行機。

## 開発
中島が1936年（昭和11年）に完成させた、国産初の近代的な旅客機であるAT-2は当時としては優れた性能を示していた。これに陸軍が目をつけ軍用輸送機（キ34）として翌1937年（昭和12年）4月に改修を指示し、11月に審査完了。九七式輸送機として制式採用した。

## 構造
形状はAT-2とほぼ同じだったが、軍用化にあたって安定性、操縦性の向上のための小改修が行われた。また、後期の生産型ではイボ付きのカウリングを普通の形状のカウリングに改めた他、本機の欠点の一つだった信頼性に難のあるハ24エンジンをハ1乙に換装した。

## 生産・運用
生産は当初中島で行われていたが、海軍の零式輸送機に専念するため1940年（昭和15年）には生産を中止し、その後は制式採用後に中島と同時並行的に生産を行っていた立川に移管されることとなった。そのため、総生産機数318機のうち、中島で生産されたのは19機に過ぎない。立川での生産も1942年（昭和17年）に終了し、次第に後継機である一〇〇式輸送機や一式貨物輸送機、一式双発高等練習機と交替して前線を退いた。その後も後方での人員輸送や連絡任務の他、終戦時まで現役であった。この他、海軍でも手頃な輸送専用機が無かったこともあり、中島式双発輸送機の名で少数機を運用した。
なお、九七輸は空挺部隊である挺進部隊の落下傘降下訓練用に使用されており（実戦では一〇〇輸・ロ式貨輸/一式貨輸を使用）、実際の挺進部隊（練習部）の訓練模様を記録した1942年9月公開の映画『空の神兵』および、劇中においてパレンバン空挺作戦が再現される1944年（昭和19年）3月公開の映画『加藤隼戦闘隊』に、教導挺進飛行戦隊所属とされる本機が出演している。

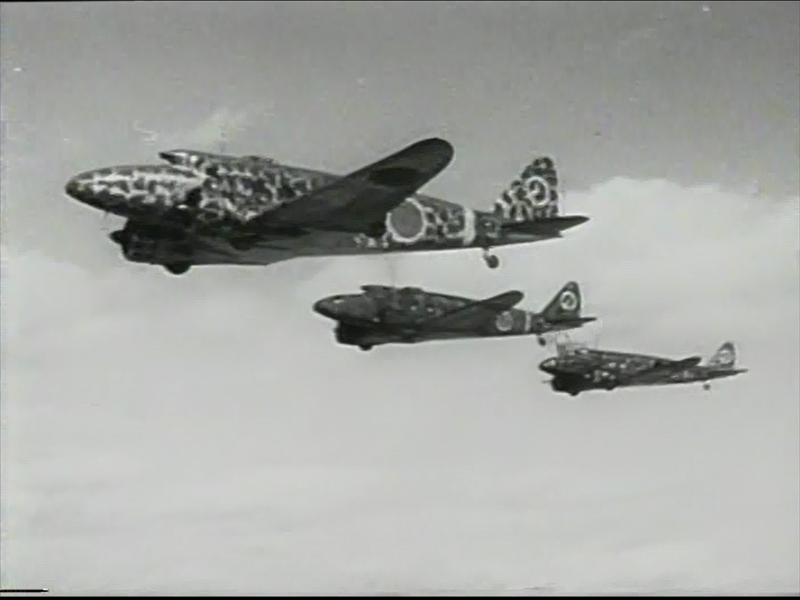
映画『加藤隼戦闘隊』における九七輸（キ34）
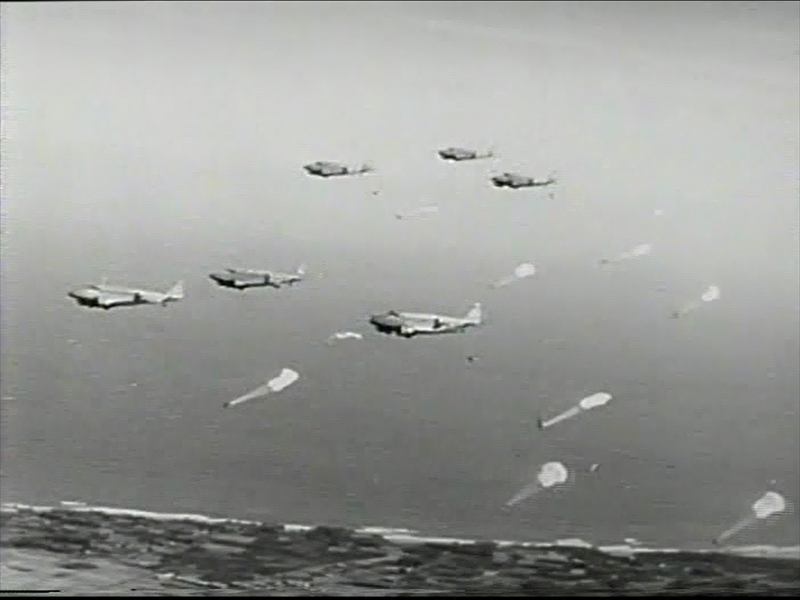
同左
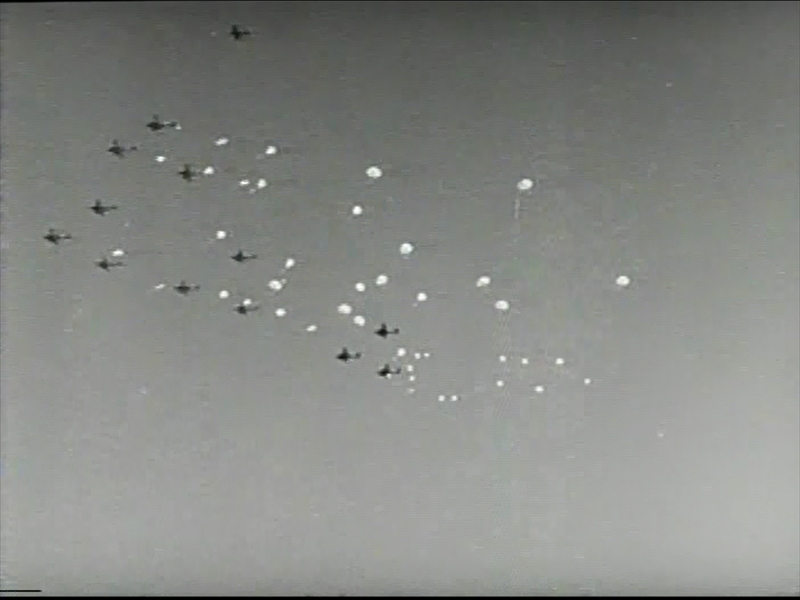
同左
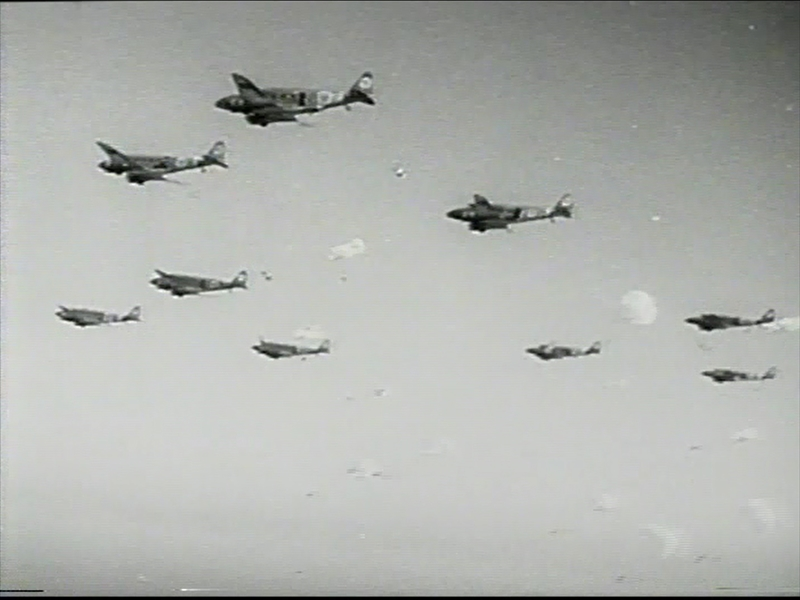
同左
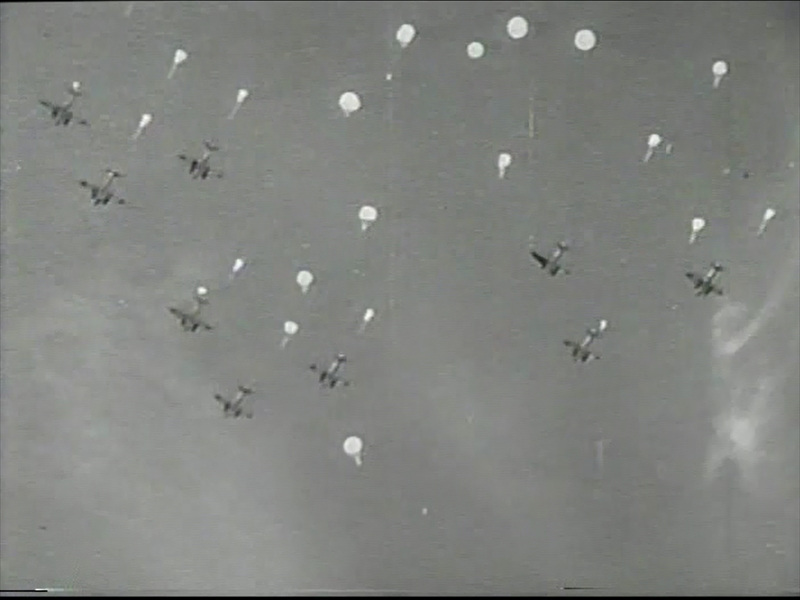
同左

## 諸元
- 全長：15.30 m
- 全幅：19.92 m
- 全高：4.15 m
- 翼面積：49.20 m2
- 自重： 3,500 kg
- 全備重量： 5,250 kg
- エンジン： ハ1乙　空冷9気筒　650np×2
- 最大速度： 365km/h
- 航続距離： 1,270 km
- 乗員: 3名
- 乗客: 8名